# Kojatice (Repubblica Ceca)
Kojatice è un comune della Repubblica Ceca facente parte del distretto di Třebíč, nella regione di Vysočina.